# ニヴェル・ボレール
座標: 北緯50度37分16秒 東経4度19分37秒 / 北緯50.62111度 東経4.32694度

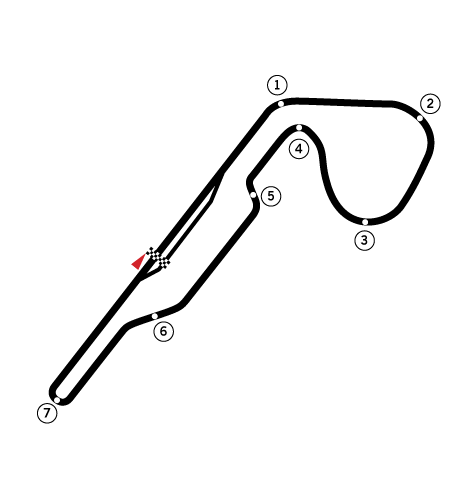
コースレイアウト

ニヴェル・ボレール (Nivelles-Baulers) はベルギー、ブリュッセルの南西およそ30kmのニヴェル(ニベル、ニベレとも表記)と、その郊外の町ボレールの間にあったサーキット。1971年完成。
スパ・フランコルシャンの旧コースが危険とされ、1972年と1974年にF1ベルギーGPが開催された。広いランオフエリアを持つ平坦なコースで安全ではあったが、ドライバーからは平凡、退屈、おもしろくないと評された。1976年にもう一度開催される予定であったが、路面状況が悪く断念せざるを得なかった。こうしてベルギーGPはゾルダー・サーキットへと移っていった。1981年6月30日付でサーキットライセンスが切れ、永久に閉鎖されることとなった。1991年にサーキットは取り壊され、現在は工業団地となっているがコースは残されており、衛星写真などで見ることができる他、時折跡地を利用して自転車レース等が行われている。